# Havířov
Havířov (/ˈɦaviːr̝of/, en polonais : Hawierzów, en allemand : Hawirzow) est une ville du district de Karviná, dans la région de Moravie-Silésie, en République tchèque. Sa population s'élevait à 69 694 habitants en 2024.

## Géographie
Havířov est arrosée par la Lučina et son affluent la Sušanka, et se trouve à 12 km au sud-ouest de Karviná, à 13 km à l'est-sud-est d'Ostrava et à 288 km à l'est de Prague.
La commune est limitée par Petřvald, Orlová et Karviná au nord, par Horní Suchá, Albrechtice et Těrlicko à l'est, par Horní Bludovice au sud, et par Kaňovice, Václavovice et Šenov à l'ouest.

## Histoire
Développée après la Seconde Guerre mondiale à la périphérie d'Ostrava, Havířov obtient le statut de ville en 1955. C'est à la fois la plus jeune ville tchèque et la plus grande ville sans université.

## Population
Recensements (jusqu'en 2001) ou estimations (à partir de la population) de la population de la commune dans ses limites actuelles :
| 1869* | 1880* | 1890* | 1900* | 1910*  | 1921*  |
| ----- | ----- | ----- | ----- | ------ | ------ |
| 5 173 | 5 379 | 5 900 | 7 223 | 10 409 | 11 765 |

| 1930*  | 1950*  | 1961*  | 1970*  | 1980*  | 1991*  |
| ------ | ------ | ------ | ------ | ------ | ------ |
| 12 782 | 12 898 | 51 103 | 82 068 | 85 946 | 86 297 |

| 2001*  | 2011*  | 2015   | 2016   | 2017   | 2018   |
| ------ | ------ | ------ | ------ | ------ | ------ |
| 85 855 | 76 694 | 75 049 | 74 101 | 73 274 | 72 382 |

| 2019   | 2020   | 2021*  | 2022   | 2023   | 2024   |
| ------ | ------ | ------ | ------ | ------ | ------ |
| 71 903 | 71 200 | 68 153 | 69 084 | 70 245 | 69 694 |

## Administration
La commune se compose de huit sections :
- Bludovice
- Dolní Datyně
- Dolní Suchá
- Město
- Podlesí
- Prostřední Suchá
- Šumbark
- Životice

## Jumelages
La ville de Havířov est jumelée avec  :
- Collegno (Italie)
- Harlow (Royaume-Uni)
- Jastrzębie Zdrój (Pologne)
- Mažeikiai (Lituanie)
- Omiš (Croatie)
- Paide (Estonie)
- Turčianske Teplice (Slovaquie)
- Zagorje ob Savi (Slovénie)

## Personnalités
- Ota Zaremba (1957-), haltérophile, champion olympique
- Robert Mayer (1989-), joueur de hockey sur glace